# Eucranta anoculata
Eucranta anoculata är en ringmaskart som först beskrevs av Moore 1910.  Eucranta anoculata ingår i släktet Eucranta och familjen Polynoidae. Inga underarter finns listade i Catalogue of Life.